# Eustace Percy
Eustace Sutherland Campbell Percy, 1. baron Percy of Newcastle (ur. 21 marca 1887, zm. 3 kwietnia 1958) – brytyjski arystokrata i polityk, członek Partii Konserwatywnej, minister w rządach Stanleya Baldwina.

## Życiorys
Przed 1953 r. znany jako „lord Eustace Percy”. Był młodszym synem Henry’ego Percy, 7. księcia Northumberland, i lady Edith Campbell, córki 8. księcia Argyll. Jego starszym bratem był Alan Percy, 8. książę Northumberland.
Wykształcenie odebrał w Eton College oraz w Christ Church na Uniwersytecie Oksfordzkim. Uczelnię ukończył w 1913 r. W latach 1911–1919 był trzecim sekretarzem służby dyplomatycznej.
W latach 1921–1937 zasiadał w Izby Gmin jako reprezentant okręgu Hastings. W latach 1923–1924 był parlamentarnym sekretarzem przy Radzie Edukacji. W 1924 r. został członkiem Tajnej Rady oraz przewodniczącym Rady Edukacji. Pozostawał na tym stanowisku do 1929 r. W latach 1935–1936 był ministrem bez teki.
W latach 30. nawoływał do utworzenia rządu regionalnego dla Anglii Północno-wschodniej. W latach 50. był przewodniczącym Królewskiej Komisji, która badała ustawodawstwo w sprawach zdrowia psychicznego. W 1953 r. otrzymał tytuł 1. barona Percy of Newcastle i zasiadł w Izbie Lordów.
Był żonaty ze Stellą Drummond i miał z nią dwie córki. Zmarł w 1958 r. Wraz z jego śmiercią wygasł tytuł barona.